# Themiskyra
Themiskyra (altgriechisch Θεμίσκυρα) war eine antike Stadt im nördlichen Kleinasien, laut griechischem Mythos von den Amazonen gegründet. Durch antike Quellen ist jedoch nur eine griechische Stadt dieses Namens glaubhaft belegt. Gleichen Namens war die umgebende Landschaft, die laut Strabon 60 Stadien (umgerechnet ungefähr 11 km) von Amisos entfernt begann und vom Chadisia und Lykastos im Westen bis zum Thermodon reichte, durchflossen vom unteren Iris und im Süden begrenzt von einem Teil des Taurusgebirges.
Die Stadt lag am unteren Thermodon (Terme Çayı) beim heutigen Ort Terme in der Provinz Samsun in der Türkei.
Strabon schildert die Landschaft Themiskyra als äußerst fruchtbar und reich an Tieren. Das Vorgebirge am Ausfluss des Thermodon wurde nach der Stadt Themiskyra benannt. Die Stadt wurde vom Fluss Thermodon durchflossen und lag an dessen Mündung in den Iris. Von der Stadt wurden noch keine Überreste entdeckt.
Im dritten Mithridatischen Krieg (74–64 v. Chr.) wurde die Stadt von Lucullus belagert und nach langem Widerstand, bei dem die Einwohner schließlich Bären und wilde Tiere einsetzten, eingenommen, geplündert und anscheinend zerstört. Denn für Pomponius Mela um die Mitte des 1. Jahrhunderts n. Chr. existierte es nicht mehr.
Obwohl Themiskyra in der Spätantike nicht mehr existierte und also kein Bischofssitz war, ist nach Themiskyra das Titularbistum Themiscyra benannt.